# Ton van den Bremer
Anthonius Johannes Petrus Maria (Ton) van den Bremer (Soest, 6 juli 1947 – Noosaville/Noosa Waters, 5 april 2016) was een Nederlands muziekmanager, producer en songwriter.

## Biografie
Als tiener speelde hij als drummer en zanger in de meerstemmige band The Miseries.
Tot circa 1976 was hij plugger voor PolyGram bij de omroepen. Vervolgens werkte hij aan het internationale repertoire voor sublabels als Poker, Cassablanca en Phonogram. Hij werkte bijvoorbeeld voor Donna Summer, die hij als zijn ontdekking beschouwde, en Lobo, die dankzij Van den Bremer ook in het Verenigd Koninkrijk voet aan de grond kreeg met The Caribbean disco show, een medley à la Stars on 45 met liedjes van Harry Belafonte.
Van den Bremer was sidekick van Alfred Lagarde bij de VARA radio.
Van 1983 tot 1985 produceerde hij platen voor onder meer The Mo en Picture die ook wel de eerste heavy metalband van Nederland wordt genoemd. Zijn muziekrepertoire was niettemin breder dan dat en onder de pennaam Buddy Sit (B. Sit) schreef hij ook Nederlandstalige muziek. Zo vertaalde hij mede Rolf Zuckowski's Jij daar, in de radio die in Nederland werd vertolkt door Hank B. Memphis (Henk Bemboom). Samen met Dick Plat schreef hij Als ik maar bij jou ben voor de Volendamse band Canyon, een bewerking van L'italiano van Toto Cutugno.
In 1989 richtte hij het handelsagentschap ToCo International (Ton Company) op dat uitgroeide tot een van de grootste in de wereld. In 1992 werd Van den Bremer met ToCo bekroond met de Conamus Exportprijs.
In 1997 vertrok hij naar Hongkong om vanuit daar te werken en vanaf 1998 woonde hij aan de Sunshine Coast in Australië.
Hij werkte onder meer voor en samen met Kayak, BZN, Technotronic, 2 Unlimited, Gerard Joling, Earth & Fire, The Prodigy,  Whigfield,  Depeche Mode,  Erasure Sash!, Benny Benassi Motorhead en Twenty 4 Seven.
Eind 2008 werd de ziekte van Pick bij hem vastgesteld. Hij overleed daaraan in 2016 op 68-jarige leeftijd.